# Pabellón Olímpico de Badalona
El Pabellón Olímpico de Badalona, conocido también como Palacio Municipal de Deportes de Badalona (en catalán, Palau Olímpic de Badalona y Palau Municipal d'Esports de Badalona, respectivamente), es una instalación deportiva de Badalona dedicada especialmente a la disputa de partidos de baloncesto donde disputa sus partidos como local el Club Joventut Badalona. Fue la instalación en los Juegos Olímpicos de Barcelona 1992, donde se realizó la competición de baloncesto. Fue obra de los arquitectos Esteve Bonell y Francesc Rius, que ganaron en 1992 el Premio de Arquitectura Contemporánea Mies van der Rohe por el recinto.

## Historia
Fue inaugurado el 19 de septiembre de 1991 bajo diseño de los arquitectos Esteve Bonell y Francesc Rius con motivo de la celebración del torneo de baloncesto de los XXV Juegos Olímpicos, porque fue la sede durante toda la competición de baloncesto durante los Juegos Olímpicos de Barcelona 1992. El pabellón acogió al Dream Team, la selección norteamericana considerada como el mejor equipo de la historia, con nombres como Michael Jordan, Magic Johnson, Charles Barkley o Larry Bird. Desde la temporada 91/92, el pabellón también acoge los partidos del primer equipo del Club Joventut de Badalona de la Liga ACB. Es una de las mejores instalaciones de baloncesto de Europa, por lo que popularmente es conocido como la Catedral del Baloncesto. También es escenario de numerosos conciertos y actos multitudinarios.
En 1997 fue una de las sedes del XXX Campeonato Europeo de Baloncesto Masculino.
Asimismo, el recinto ha sido escogido en varias ocasiones para albergar eventos musicales. Durante varios años se celebraron conciertos de diferentes artistas nacionales e internacionales, como por ejemplo: Mónica Naranjo, One Direction, Bruno Mars, Anastacia, Muse, 30 Seconds to Mars, The Killers, Guns N' Roses, Artic Monkeys, Bruce Springsteen, Oasis, Pitbull, Romeo Santos  o Dani Martín.

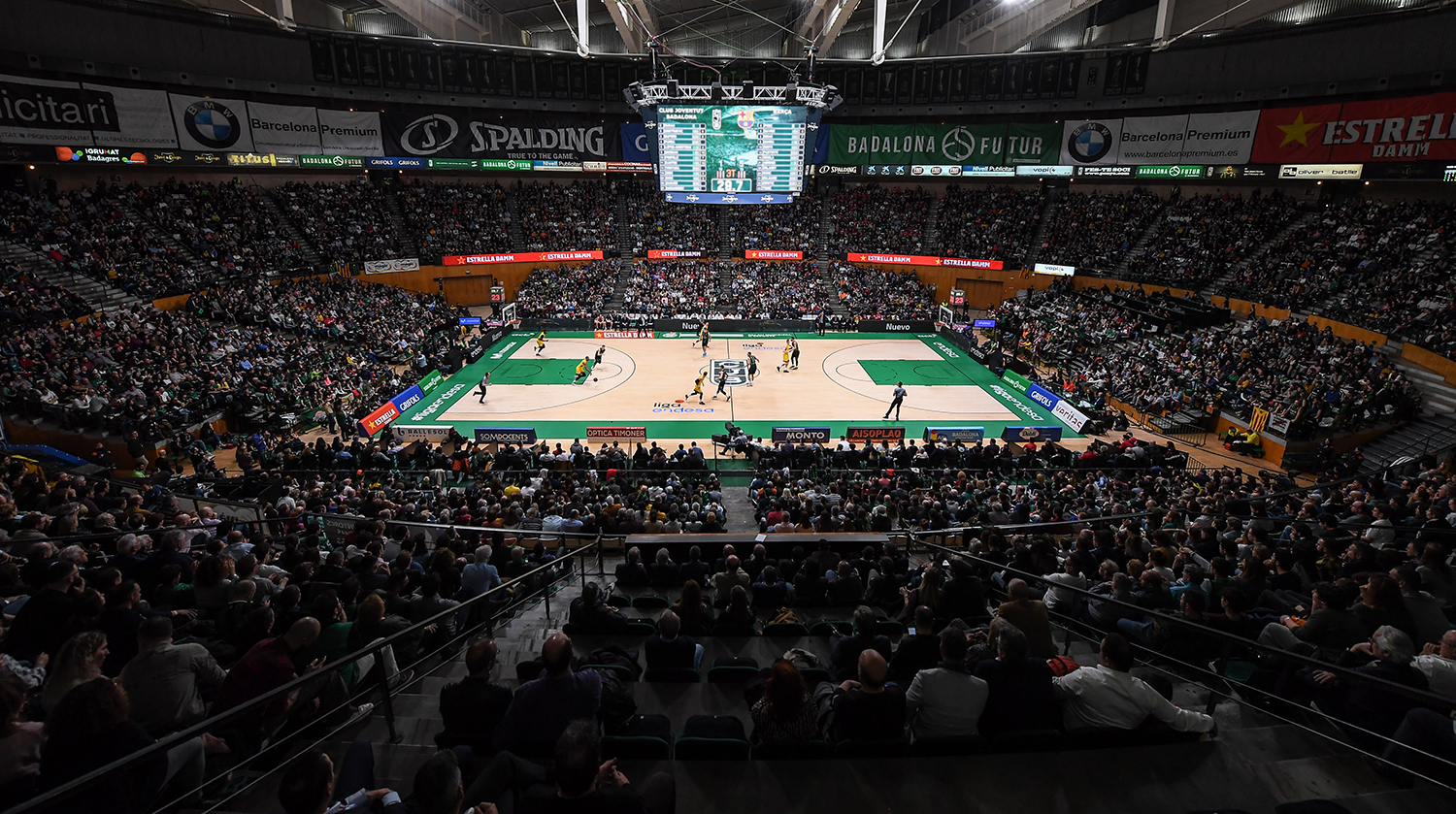
Aspecto del Pabellón Olímpico de Badalona en diciembre de 2019.